# قائمة الطوابع البريدية للهند (1947–1950)
هذه قائمة الطوابع البريدية التذكارية التي أصدرها بريد الهند بين عامي 1947 و1950.

## 1947
| # | تاريخ الإصدار  | وصف             | صورة | الفئة  |
| - | -------------- | --------------- | ---- | ------ |
| * |                | الاستقلال       |      |        |
| 1 | 21 نوفمبر 1947 | العلم الوطني    |      | 3½ آنة |
| 2 | 15 ديسمبر 1947 | أسوكان كابيتال ‏ |      | 1½ آنة |
| 3 | 15 ديسمبر 1947 | دوغلاس دي سي-4  |      | 12 آنة |

## 1948
| # | تاريخ الإصدار | وصف                                                                 | صورة | الفئة     |
| - | ------------- | ------------------------------------------------------------------- | ---- | --------- |
| 1 | 29 مايو 1948  | افتتاح خدمة النقل الجوي بين الهند والمملكة المتحدة                  |      | 12 آنة    |
| * |               | الذكرى الأولى للاستقلال (إصدار الحداد على غاندي، مجموعة من 4 طوابع) |      |           |
| 2 | 15 أغسطس 1948 | مهاتما غاندي                                                        |      | 1½ آنة    |
| 3 | 15 أغسطس 1948 | مهاتما غاندي                                                        |      | 3½ آنة    |
| 4 | 15 أغسطس 1948 | مهاتما غاندي                                                        |      | 12 آنة    |
| 5 | 15 أغسطس 1948 | مهاتما غاندي                                                        |      | 10 روبيات |

## 1949
| # | تاريخ الإصدار  | وصف                                          | صورة | الفئة   |
| - | -------------- | -------------------------------------------- | ---- | ------- |
| * |                | الذكرى الـ 75 لتأسيس الاتحاد البريدي العالمي |      |         |
| 1 | 10 أكتوبر 1949 | الاتحاد البريدي العالمي                      |      | 9 بيزات |
| 2 | 10 أكتوبر 1949 | الاتحاد البريدي العالمي                      |      | 2 آنة   |
| 3 | 10 أكتوبر 1949 | الاتحاد البريدي العالمي                      |      | 3½ آنة  |
| 4 | 10 أكتوبر 1949 | الاتحاد البريدي العالمي                      |      | 12 آنة  |

## 1950
| # | تاريخ الإصدار | وصف                                     | صورة | الفئة  |
| - | ------------- | --------------------------------------- | ---- | ------ |
| * |               | تأسيس جمهورية الهند (مجموعة من 4 طوابع) |      |        |
| 1 | 16 يناير 1950 | حشود فرِحة                               |      | 2 آنة  |
| 2 | 16 يناير 1950 | ريشة ومحبرة وشِعر                        |      | 3½ آنة |
| 3 | 16 يناير 1950 | سنبلة ذرة ومحراث                        |      | 4 آنات |
| 4 | 16 يناير 1950 | مغزل وقماش                              |      | 12 آنة |

## وصلات خارجية
- طوابع بريد الهند على موقع ستامب داتا (بالإنجليزية)
- كتالوج الطوابع التذكارية الهندية على موقع هيئة البريد الهندية (بالإنجليزية)